# Lukuen
Lukuen (auch: Lugoon, Lugoun, Nugoru-tō, Nuguoru) ist ein Motu des Rongelap-Atolls der pazifischen Inselrepublik Marshallinseln.

## Geographie
Der nördliche Riffsaum des Rongelap-Atolls führt von Keen in einem Südbogen nach Osten. In diesem Riffabschnitt liegt die Insel. Die nächstgelegene Insel im Südosten, Eriirippu, bildet den Scheitelpunkt dieses Bogens. Die Insel ist unbewohnt und seit dem Kernwaffentest der Bravo-Bombe atomar verseucht.